# صياد (مخلوق خرافي)
صَيَاد اسم جنية مخيفة أو غول أنثى تشبه السعلاة تنتشر الحكايات عنها في شمال اليمن، وتناظرها في جنوب اليمن "أم الصبيان"، تظهر للمسافرين ليلاً وتخطفهم.

## أم الصبيان
ترتبط صياد بأم الصبيان ففي بعض الحكايات تكون ابنة لها، وفي أخرى هي أختها الصغرى، ويرى البعض أن صياد هو اسم آخر لأم الصبيان.

## السلعوة / الطنطل
أما في العراق فتسمى السعلوة وهي عبارة عن امرأة ذات وجه بشع وسيقان الماعز وشعره وكذلك يطلق في العراق على مخلوق آخر يشبه السراب الأبيض يسمى الطنطل يدعى أنه يتواجد في الأماكن المهجورة والخالية من الإنسان، يدعي الكثير من الناس أنه يرمي الحجارة في حال مرورهم من هناك ليلا وتفزع الكثير من الحيوانات مثل القطط والكلاب والطيور الأليفة وحيوانات أخرى في حال مرورها من هناك , وهنالك قصة ثانية تقول بإنه منتشر بكل مكان تقريبآ لكنه يسير بالاماكن المظلمة التي لايراه فيها أحد , كحافات الجدران وغيرها .